# Daisuke Yoshimitsu
Daisuke Yoshimitsu (吉満 大介 Yoshimitsu Daisuke?, Kagoshima, 21 de febrero de 1993) es un futbolista japonés que juega como guardameta en el Albirex Niigata.

## Trayectoria

### Clubes
| Club                   | País  | Año       |
| ---------------------- | ----- | --------- |
| Tochigi S. C.          | Japón | 2015-2016 |
| Renofa Yamaguchi F. C. | Japón | 2017-2023 |
| Albirex Niigata        | Japón | 2024-     |